# Paulinenhof (Jelenia Góra)

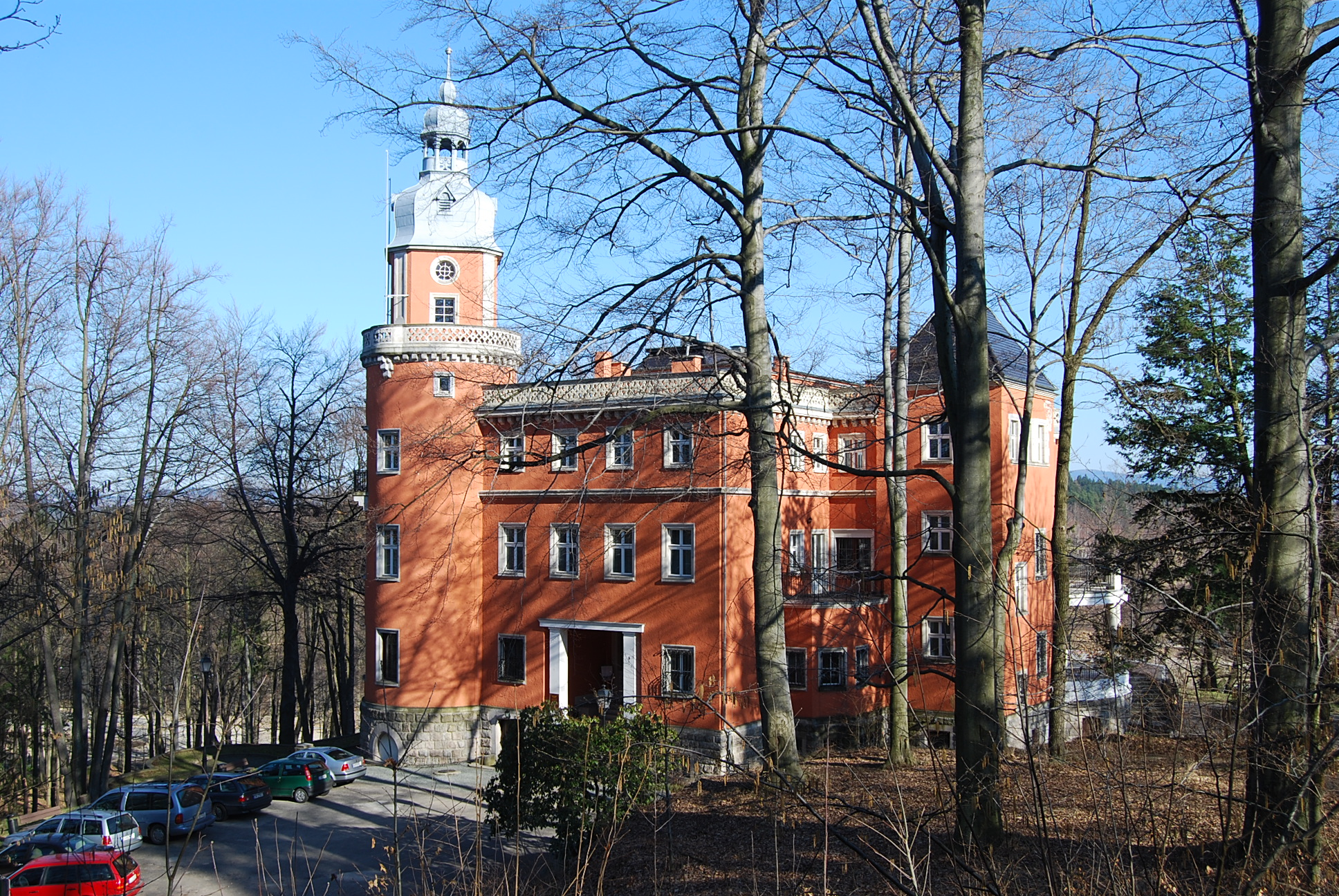
Paulinenhof

Paulinenhof (polnisch Pałac Paulinum w Jeleniej Górze) ist ein Schloss in Jelenia Góra (Hirschberg) im Hirschberger Tal in der Woiwodschaft Niederschlesien in Polen.

## Geschichte
Das Schloss wurde 1655 erstmals erwähnt. Es gehörte zunächst den Jesuiten, die es im 19. Jahrhundert an den Fabrikanten Richard von Kramst verkauften. 1855 wurde der Schlosspark im englischen Stil angelegt. Das Schloss wurde 1905 restauriert und 1931 von der Arbeitsfront der NSDAP erworben. Nach dem Zweiten Weltkrieg wurde hier ein Offizierskasino eingerichtet. Seit 2002 wird es als Hotel genutzt.